# 蒙塔朗贝尔
蒙塔朗贝尔（法語：Montalembert，法語發音：[mɔ̃talɑ̃bɛʁ]）是法国德塞夫勒省的一个市镇，属于尼奥尔区。

## 地理
蒙塔朗贝尔（46°6'38"N, 0°9'27"E）面积11.8 平方千米，位于法国新阿基坦大区德塞夫勒省，该省份为法国西部内陆省份，北起曼恩-卢瓦尔省，西接旺代省，南至夏朗德省和滨海夏朗德省，东临维埃纳省。
与蒙塔朗贝尔接壤的市镇（或旧市镇、城区）包括：莱萨德若、隆迪尼、圣马丹迪克洛谢、利马隆日、武莱姆、瓦勒德孔波尔泰。

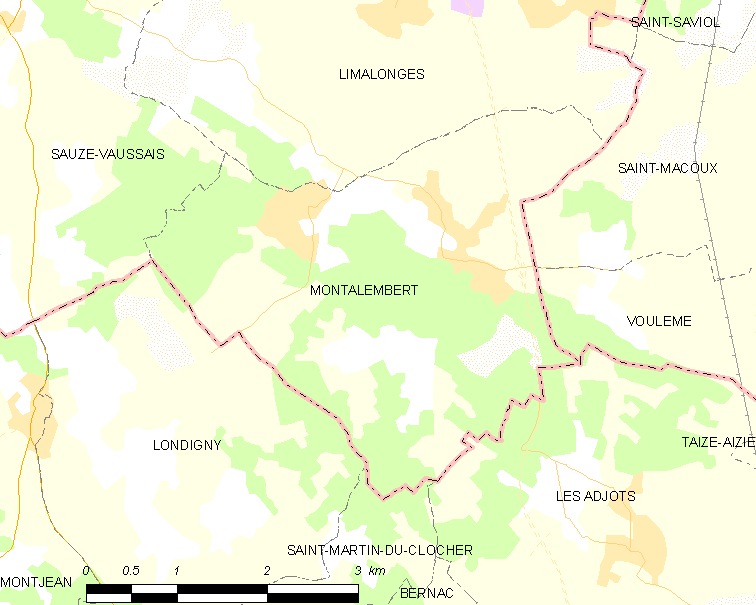
蒙塔朗贝尔的OSM定位图

蒙塔朗贝尔的时区为UTC+01:00、UTC+02:00（夏令时）。

## 行政
蒙塔朗贝尔的邮政编码为79190，INSEE市镇编码为79180。

## 政治
蒙塔朗贝尔所属的省级选区为梅勒县。

## 人口

1962-2008年间蒙塔朗贝尔人口变化图示

蒙塔朗贝尔于2022年1月1日时的人口数量为298人。